# Jimmy Cliff
Jimmy Cliff OM, született James Chambers (St Catherine, 1948. április 1. –)  jamaicai reggae-zenész, leginkább a "Sittin' in Limbo", "You Can Get It If You Really Want It" és a "Many Rivers to Cross" című számairól ismert, melyek szerepeltek a  The Harder They Come
című filmben is és hozzájárultak a reggae ismertté válásához világszerte.
2010-ben iktatták be a Rock and Roll Hall of Fame tagjainak sorába.

## Színészi karrier
Az 1972-es  The Harder They Come című filmben Cliff játszotta Ivanhoe "Ivan" Martin-t és ő készítette a film zenéjét is.

## Lemezek
- Hard Road to Travel (1968)
- Give Thanx (1969)
- Jimmy Cliff (1969)
- Wonderful World, Beautiful People (1970)
- Another Cycle (1971)
- The Harder They Come – 1972
- Unlimited (1973)
- Struggling Man (1974)
- House of Exile (1974)
- Brave Warrior (1975)
- Follow My Mind (1975)
- In Concert: The Best of Jimmy Cliff (1976)
- Give Thanx (1978)
- I Am The Living (1980)
- Give the People What They Want (1981)
- Special (1982)
- The Power and the Glory (1983)
- Cliff Hanger (1985)
- Club Paradise (1986)
- Hanging Fire (1988)
- Images (1989)
- Save Our Planet Earth (1990)
- Higher and Higher (1996)
- Humanitarian (1999)
- Fantastic Plastic People (2002)
- Black Magic (2004)

- The EMI Years 1973–1975

## Külső hivatkozások
- Jimmy Cliff 's official website
- Interview with Graham Brown-Martin for Air Jamaica's Skywritings Magazine
- Jimmy Cliff biography at the Allmusic website
- Jimmy Cliff among 100 black screen icons